# Atomic Planet Entertainment
Atomic Planet Entertainment Ltd war ein britisches Entwicklungsstudio für Videospiele, das von Darren und Jason Falcus im Jahr 2000 gegründet wurde.
Atomic Planet Entertainment, wird im Allgemeinen als APE bezeichnet.

## Geschichte
Atomic Planet Entertainment veröffentlichte ihren ersten Titel Dino Island für Orange-Handysysteme, gefolgt von Mike Tyson Heavyweight Boxing für PlayStation 2 und Xbox. Das Unternehmen entwickelte 2003 Portierungen von Super Puzzle Fighter II Turbo für Capcom, und von Robin Hood: Defender of the Crown für Cinemaware. Einige Titel befanden sich in der Entwicklung zu dieser Zeit darunter waren: Jackie Chan Adventures für Sony Europe, Miami Vice für Davilex, The Guy Game für Take-Two Interactive, Gametrak: Dark Wind für In2Games, und die Mega Man Anniversary Collection für GameCube, PlayStation 2 und Xbox. Atomic Planet produzierte von 2007 bis 2008 eine Reihe von Titeln für Wii und Nintendo DS darunter waren: Arctic Tale, AMF Bowling Pinbusters, Jenga World Tour, Sea Monsters: A Prehistoric Adventure.
Im Jahr 2009 richtete sich das Unternehmen nach mehreren Entlassungen in die Verwaltung aus.

## Entwickelte Spiele
| Title                                  | Plattform(en)                            | Erstveröffentlichung |
| -------------------------------------- | ---------------------------------------- | -------------------- |
| DinoIsland                             | Mobile                                   | 2000                 |
| Mike Tyson Heavyweight Boxing          | PlayStation 2, Xbox                      | 2002                 |
| Aero the Acro-Bat                      | Game Boy Advanced                        | 2002                 |
| Zapper                                 | Game Boy Advanced                        | 2003                 |
| Super Puzzle Fighter II Turbo          | Game Boy Advanced                        | 2003                 |
| Superstar Dance Club                   | PlayStation                              | 2003                 |
| Sennari Darts                          | Mobile                                   | 2003                 |
| Robin Hood: Defender of the Crown      | PC, Xbox                                 | 2003                 |
| Mega Man Anniversary Collection        | GameCube, PlayStation 2, Xbox            | 2004                 |
| The Guy Game                           | PlayStation 2                            | 2004                 |
| Jackie Chan Adventures                 | PlayStation 2                            | 2004                 |
| Gametrak: Dark Wind                    | PlayStation 2 mit Gametrak Controller    | 2004                 |
| Miami Vice                             | PC, PlayStation 2, Xbox                  | 2004                 |
| 10 Pin: Champions Alley                | PlayStation 2                            | 2005                 |
| Ultimate Pro Pinball                   | PlayStation 2, Xbox                      | 2005                 |
| Stealth Force: The War on Terror       | PC, PlayStation 2                        | 2005                 |
| Perfect Ace 2                          | PC, PlayStation 2                        | 2005                 |
| Taito Legends                          | PC, PlayStation 2, Xbox                  | 2005                 |
| Red Baron                              | PC, PlayStation 2                        | 2005                 |
| SAS Anti-Terror Force                  | PC, PlayStation 2                        | 2005                 |
| WWII: Soldier                          | PC, PlayStation 2                        | 2005                 |
| Daemon Summoner                        | PlayStation 2                            | 2006                 |
| Taito Legends 2                        | PC, PlayStation 2, Xbox                  | 2006                 |
| Family Feud                            | PC, PlayStation 2, Game Boy Advanced     | 2006                 |
| Charlotte's Web                        | PlayStation 2                            | 2007                 |
| Top Gun                                | PlayStation 2                            | 2007                 |
| Bob the Builder: Festival of Fun       | PlayStation 2                            | 2007                 |
| History Channel: Great Battles of Rome | PlayStation 2, PSP                       | 2007                 |
| AMF Bowling Pinbusters                 | Wii                                      | 2007                 |
| Jenga World Tour                       | Wii, Nintendo DS                         | 2007                 |
| Arctic Tale                            | Wii, Nintendo DS                         | 2007                 |
| Sea Monsters: A Prehistoric Adventure  | Wii, Nintendo DS, PlayStation 2          | 2008                 |
| The Water Horse: Legend of the Deep    | Nintendo DS, PlayStation 2               | 2008                 |
| Skyscraper                             | PC, Wii, PlayStation 2                   | 2008                 |
| Real Madrid: The Game                  | PC, Wii, Nintendo DS, PlayStation 2, PSP | 2008                 |
| Stealth Force 2                        | PC, PlayStation 2                        | 2009                 |